# Tulasnella pallida
Tulasnella pallida är en svampart som beskrevs av Bres. 1903. Tulasnella pallida ingår i släktet Tulasnella och familjen Tulasnellaceae.  Artens status i Sverige är: Ej påträffad. Inga underarter finns listade i Catalogue of Life.

## Källor

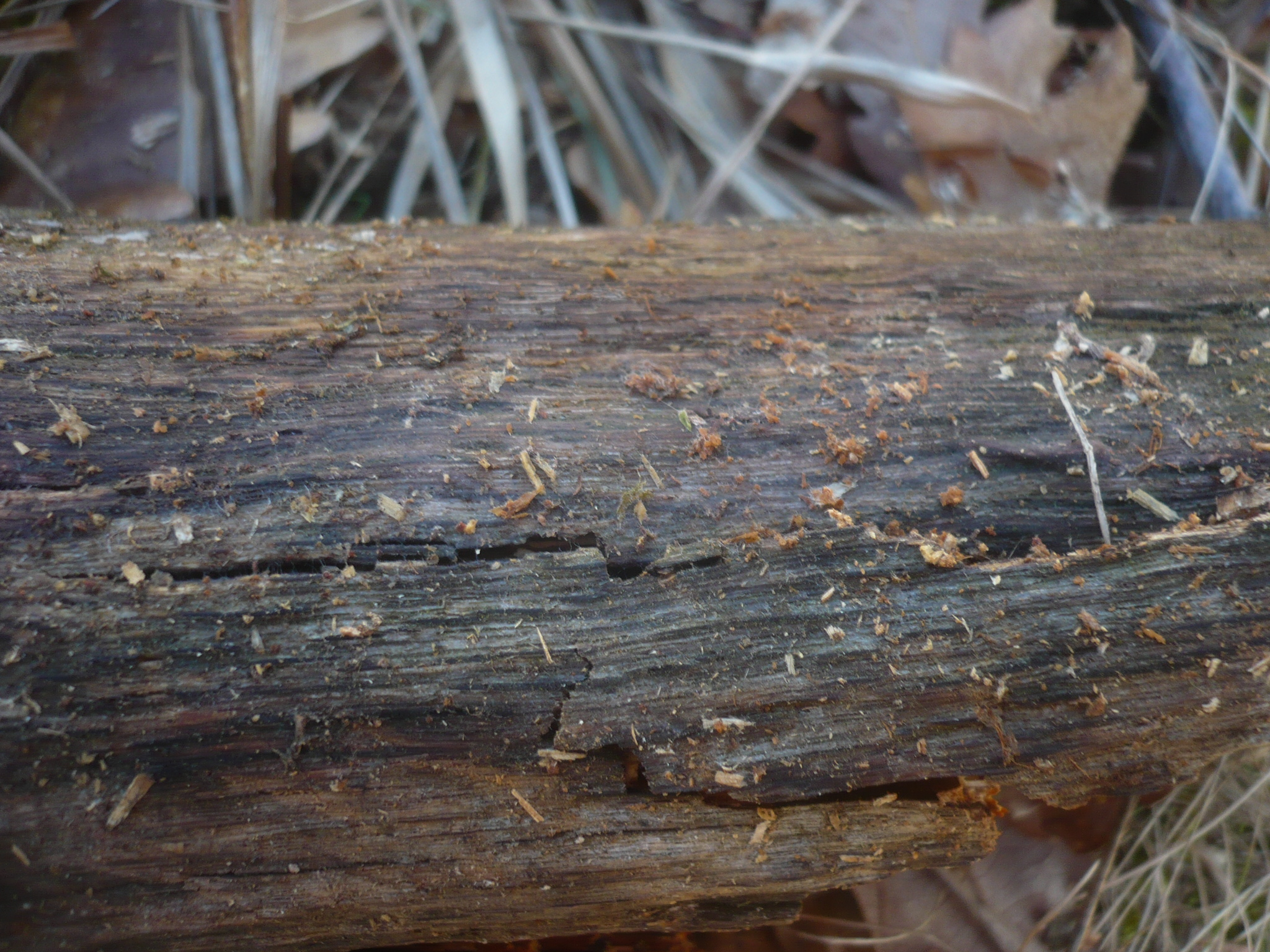
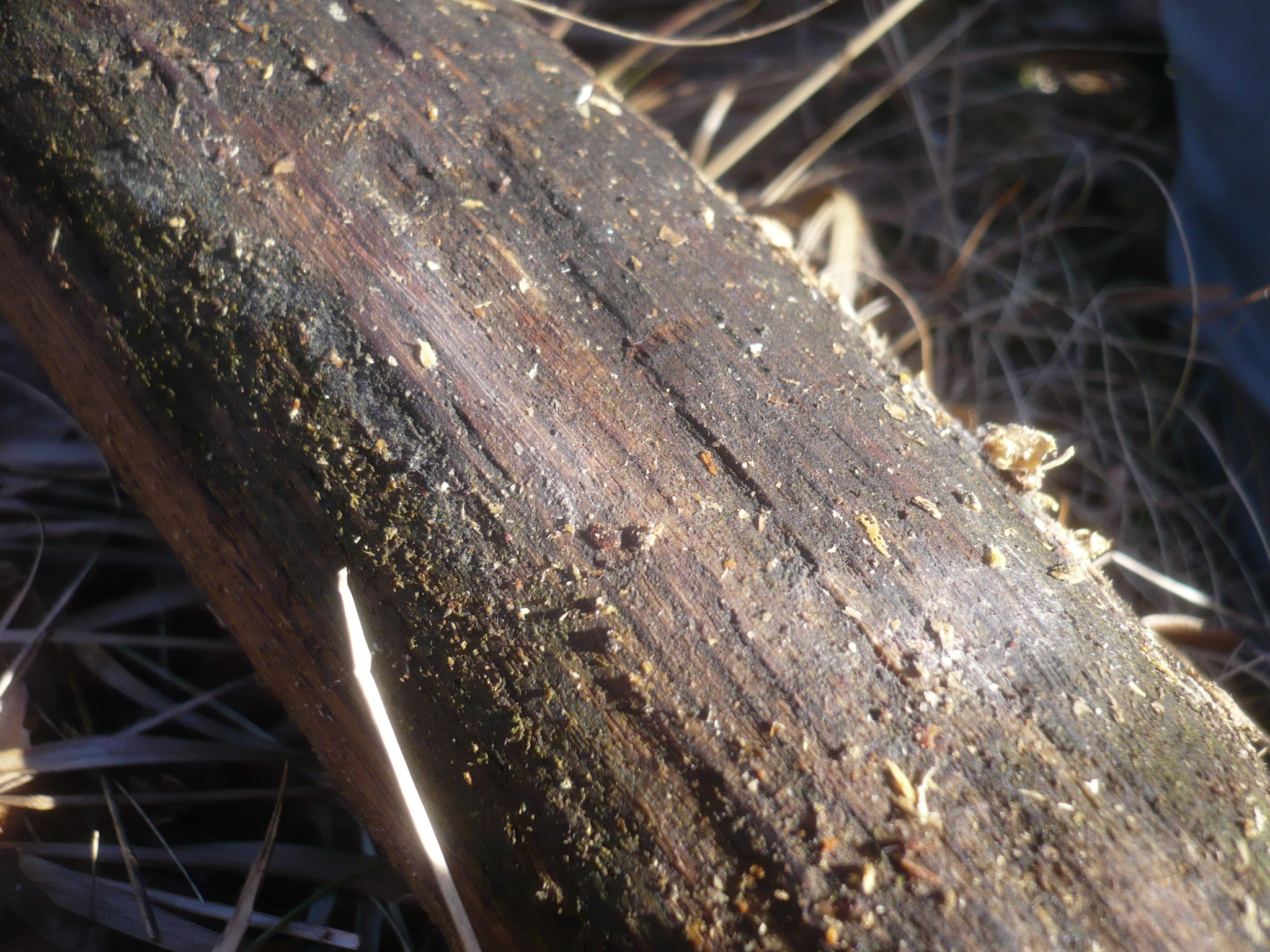